# LEON
LEON es un masa  de microprocesador de 32 bits basado en la arquitectura RISC y en el conjunto de instrucciones SPARC-V8. Originalmente diseñada por el European Space Research and Technology Centre (ESTEC) dentro de la Agencia Espacial Europea (ESA), y posteriormente por Gaisler Research. 
Descrita en VHDL sintetizable, LEON tiene un modelo de licencia doble: Una licencia FLOSS LGPL/GPL que se puede usar gratuitamente o una licencia privativa que se puede adquirir para integrar el LEON en un producto propietario.
La core es configurable mediante generics VHDL y se usa tanto en entornos de investigación como comerciales.